# Lars Lidén (företagsledare)
Lars Yngve Lidén, född 28 januari 1930 i Gävle, död 19 oktober 2022 i Stockholm, var en svensk företagsledare och författare.

## Biografi
Lars Lidén som var son till direktör Yngve Lidén (VD för Isaac Westergren & CO AB) och hans hustru Linnea Lidén växte upp i Gävle. Lidén tog examen som civilekonom vid Handelshögskolan i Stockholm 1956. Han var under åren 1957–1961 anställd som forskare vid Industrins Utredningsinstitut (nuvarande Institutet för Näringslivsforskning) innan han gick vidare till Sveriges Industriförbund 1961–1964. År 1964 anställdes han vid Esselte AB i olika stabsfunktioner i koncernledningen som styrelsen sekreterare och som rådgivare till koncernchefer, däribland Carl Mannerfelt och Sven Wallgren. Under åren 1984–1991 var han Esseltes vice VD. Lidén var en nyckelperson för Esseltes snabba internationella expansion.
Lars Lidén innehade flera externa styrelseuppdrag: SNS (1964–1971), Svenska Institutet (1976–1980), Riksbankens valutastyrelse (1979–1989), AB Sporrong (1980–1982), Mälarskog (1982–1985) som nu ingår i Mellanskog, Samhall AVEBE (1989–1992), Graphium (1990–1996), Skandinavisk Teknikinformation (1992–1998). I Gerhmans Musikförlag bidrog Lidén under många år i styrelsen (1958–2000) och från 1968 som dess styrelseordförande. Bakgrunden till detta var familjen Lidéns indirekta släktskap med ägarfamiljen Rosenborg och Einar Rosenborg.
Lars Lidén har också varit verksam som författare på huvudsakligen SNS. Mest uppmärksammade är hans Makten över företaget (SNS, 1966 och 1974) som rönte stort intresse med sin analys om ansvarsfördelning mellan bolagsstämma, styrelse och verkställande direktör. Utöver det har Lidén författat ytterligare böcker om näringslivets villkor och företags organisering.

## Släktskap
Lidén var kusin till civilingenjör Hadar Lidén, har som ingift farbror haft professor Einar Key samt finansexperten Ansgar Rosenborg.